# Forrest J Ackerman
Forrest James Ackerman (Los Angeles, Califòrnia, 24 de novembre de 1916 - 4 de desembre de 2008) també conegut com Mr. Science Fiction, va ser un editor i autor de ciència-ficció dels Estats Units.
Ackerman, conegut també com «Forry», «4e» o «4SJ» (i al qual no li agradava que posessin un punt després de la seva "J"), va exercir una gran influència sobre l'origen, l'organització i la difusió del fandom de la ciència-ficció i va ser una figura clau de l'acceptació cultural del gènere en la literatura, el cinema i l'art en general.
Ackerman va començar a llegir ciència-ficció en 1926 i va començar a escriure contes poc després.
Va exercir d'agent literari, per exemple important la sèrie Perry Rhodan als EUA. Va representat autor de ciència-ficció com Ray Bradbury, Isaac Asimov, A.E. Van Vogt, Curt Siodmak i L. Ron Hubbard.
Posseïdor d'una enorme col·lecció d'obres de ciència-ficció, Ackerman era considerat un dels majors erudits del tema. Va ser l'editor fundador i escriptor principal de la revista nord-americana Famous Monsters of Filmland, publicada per Warren Publishing. Va cocrear el personatge de Vampirella, basat en la pel·lícula Barbarella (1968) protagonitzada per Jane Fonda.
Ackerman també va actuar en pel·lícules des de la dècada de 1950 fins al segle xxi. Apareix en diversos documentals relacionats amb aquest període de la cultura popular, com Famous Monster: Forrest J Ackerman (dirigit per Michael R. MacDonald i escrit per Ian Johnston), que es va estrenar al Teatre Egipci el març de 2009, durant l'homenatge a Forrest J Ackerman; The Ackermonster Chronicles! (a 2012 documentary about Ackerman de l'escriptor i cineasta Jason V. Brock) i Charles Beaumont: The Short Life of Twilight Zone's Magic Man, sobre el difunt autor Charles Beaumont, un antic client de The Ackerman Agency.
El premi Forry Award es concedeix en el seu honor i es concedeix des de 1966 pels mèrits excepcionals en la ciència-ficció. El propi Ackerman va rebre el premi el 2002.
Va ser un defensor destacat de l'idioma esperanto, que parlava des de la seva adolescència. Va morir d'un infart al cor.

## Biografia
Ackerman va néixer el 24 de novembre de 1916 en Los Angeles, la seva mare era Carroll Cridland (1883 - 1977) i el seu pare William Schilling Ackerman (1892 - 1951). El seu pare era de Nova York i la seva mare era de Ohio, filla de l'arquitecte George Wyman. Ackerman va estar casat amb la professora i traductora Wendayne Wahrman fins a la seva mort.

## Obra

### No ficció
- A Reference Guide to American Science Fiction Films
- The Frankenscience Monster
- Forrest J Ackerman's Worlds of Science Fiction
- Famous Forrie Fotos: Over 70 Years of Ackermemories
- Mr. Monster's Movie Gold, A Treasure-Trove Of Imagi-Movies
- Worlds of Tomorrow: the Amazing Universe of Science Fiction Art
- Lon of 1000 Faces
- Famous Monster of Filmland #1: An encyclopedia of the first 50 issues
- Famous Monster of Filmland #2: An encyclopedia of issue 50-100
- Metropolis by Thea von Harbou - intro and "stillustration" by FJ Ackerman

### Antologies
- Rainbow Fantasia: 35 Spectrumatic Tales of Wonder
- Science Fiction Worlds of Forrest J Ackerman
- Best Science Fiction for 1973
- The Gernsback Awards Vol. 1, 1926
- Gosh! Wow! (Sense of Wonder) Science Fiction'"
- Reel futures
- I, Vampire: Interviews with the Undead
- Ackermanthology: Millennium Edition: 65 Astonishing Rediscovered Sci-Fi Shorts
- Womanthology
- Martianthology
- Film Futures
- Expanded Science Fiction Worlds of Forrest J Ackerman and Friends, PLUS
- Dr. Acula's Thrilling Tales of the Uncanny

### Històries curtes
- “Nyusa, Nymph of Darkness “
- “The Shortest Story Ever Told “
- “A Martian Oddity”
- “Earth's Lucky Day “
- “The Record “
- “Micro Man “
- “Tarzan and the Golden Loin “
- “Dhactwhu!-Remember? “
- “Kiki”
- “The Mute Question”
- “Atoms and Stars”
- “The Lady Takes a Powder”
- “Sabina of the White Cylinder”
- “What an Idea!”
- “Death Rides the Spaceways”
- “Dwellers in the Dust”
- “Burn Witch, Burn”
- “Yvala”
- “The Girl Who Wasn't There”
- “Count Down to Doom “
- “Time to Change “
- “And Then the Cover Was Bare”
- “The Atomic Monument”
- “Letter to an Angel”
- “The Man Who Was Thirsty “
- “The Radclyffe Effect”
- “Cosmic Report Card: Earth”
- “Great Gog's Grave”
- “The Naughty Venuzian”